# 경국대전 권3 (서울시 유형문화재 제166호)
경국대전권3(經國大典券三)은 서울특별시 서초구에 있는 조선시대의 경국대전이다. 2003년 9월 5일 서울특별시의 유형문화재 제166호로 지정되었다.

## 개요
이 책은 조선왕조의 기본법전인 경국대전(經國大典)의 예전(禮典)에 해당하는 부분으로 1470년(成宗 元年) 11월에 확정되어 1471년(成宗 2년, 辛卯年) 정월(正月)부터 시행된 신묘대전(辛卯大典)의 일부이다.
경국대전은 1455년(世祖 卽位年) 7월에 상정소(詳定所)를 설치하고 편찬에 착수하여 1460년(세조 6년, 庚辰年) 7월에 호전(戶典)이 반행(頒行)되고, 이듬해인 1461년(세조 7년, 辛巳年) 7월에는 형전(刑典)이 반행(頒行)되었다. 그 후 1466년(세조 12년, 丙戌年)에 육전(六典)의 초고(草藁)가 완성되어 어람(御覽, 왕이 열람하는 것을 말함)을 마쳤으나 반행(頒行)되지 못하고 1469년(睿宗 元年, 己丑年) 9월에 완성되어 찬진(撰進)하였다. 이것이 기축대전(己丑大典)이다.
이 기축대전(己丑大典)은 1470년(庚寅年) 정월부터 시행 예정이었으나 신숙주의 건의로 수정 보완하기로 하였다. 그 사이 예종(睿宗)이 승하하고 성종이 즉위하면서 교정을 거쳐 1470년(成宗 元年, 庚寅年) 11월에 인반(印頒, 인쇄하여 배포하는 것을 말함)을 명하고 이듬해인 1471년(辛卯年) 정월부터 법전을 시행하게 되는데 그 법전이 바로 신묘대전(辛卯大典)이고, 바로 이 책이 신묘대전의 권3『예전(禮典)』부분이다. 이상과 같은 경국대전의 인반(印頒)과 시행에 대해서는『조선왕조실록(世祖·睿宗·成宗實錄)』및『국조보감(國朝寶鑑)』에 기록되어 있다.
이 신묘대전(辛卯大典)의 예전(禮典)은 문(文)·무(武)·생원진사(生員進士)·잡과(雜科) 등의 과거(科擧), 관리의 의장(儀章), 성균관 등 관학(官學)의 생도수(生徒數), 상복(喪服), 연향(宴享), 조의(朝儀), 사대(事大), 대사객(待使客), 제례(祭禮), 봉심(奉審), 봉사(奉祀), 혼가(婚嫁), 상장(喪葬), 취재(取才), 용인(用印), 장문서(藏文書), 장권(獎勸), 반수(頒水), 혜휼(惠恤) 등과 경외관(京外官)의 영송(迎送)·상견(相見)·회좌(會坐) 및 청대(請臺), 여러 공문서(公文書)의 서식(書式) 등에 대한 법률 등 총 51조(條)로 구성되어 있다. 신묘대전(辛卯大典) 이후 1473년 개정된 갑오대전(甲午大典)은 실전(失傳)되어 확인할 수 없으나 숙종조(肅宗朝)에 속대전(續大典)이 편찬되기까지 사용된 1484년, 즉 성종 16년의 을사대전(乙巳大典)과 이 책을 비교하면 이 책이 치제(致祭)·진폐(陳弊)·의첩(依牒)·참알(叅謁)·잡령(雜令) 등 10조가 적은 것을 알 수 있다.
판식(版式)은 34.5cm×22cm(半郭 25.5cm×17.7cm) 크기로 어미(魚尾)·장차(張次) 등의 판심(版心)이 15세기 이래의 고식(古式)을 지닌다. 1면(面) 10행(行)이며, 각 행(行) 17자(字)이다. 본문은 동활자(銅活字)인 갑인자(甲寅字, 세종 16년에 최초로 만들어져 조선말기까지 사용된 활자로 글자가 바르고 해정한 것이 특징적이다.)와 갑인소자(甲寅小字)를 사용했고 각 항의 제목은 나무에 음각(陰刻)으로 새겼다. 표지(表紙)는 우리나라 옛책 대개가 그러하듯이 황지홍사(黃紙紅絲, 누런색으로 물들인 종이에 빨간색 끈이나 적갈색 물을 들인 끈을 사용하여 묶는 방식)에 오침안장(五針眼裝, 책편철을 할 때 실로 꿰매는 눈인 針眼을 다섯 개 내는 형태)으로 개장(改裝)하였는데 표제(表題)는 없다.
이 경국대전 권3(經國大典 卷三)은 현전하는 경국대전 중 가장 오래된 것으로 조선시대 법제사(法制史)·문화사(文化史)·서지학 연구 등에 귀중한 자료가 된다.

## 참고 자료
- 경국대전권3 - 국가유산청 국가유산포털